# Westfriedhof (Nürnberg)
Der Westfriedhof ist ein städtischer Friedhof im Westen Nürnbergs zwischen Pegnitz, Nordwestring und Schnieglinger Straße. Westfriedhof ist zugleich der Name des statistischen Bezirks 70.

## Geschichte
Im 19. Jahrhundert setzte in Nürnberg ein starkes Bevölkerungswachstum ein. Um 1880 hatte Nürnberg bereits circa 100.000 Einwohner. Die bis dahin zur Verfügung stehenden Friedhöfe wurden damit zu klein. Deshalb wurde am 25. Juli 1880 der Centralfriedhof am westlichen Stadtrand Nürnbergs eröffnet.
Für den Ausbau des ersten Kommunalfriedhofes von Nürnberg waren neben dem Bevölkerungswachstum und der gleichbleibenden Sterberate die geringen Erweiterungsmöglichkeiten der kirchlichen Friedhöfe ursächlich. Im Zuge der Säkularisierung ging das Friedhofs- und Bestattungswesen hoheitlich von den Pfarrämtern auf die Gemeindeverwaltung über. Der Westfriedhof musste schon bald erweitert werden, wie eine Karte von Gottlieb Schwarz 1895 zeigt. Die Lage in der unbebauten Pegnitzaue ermöglichte eine sukzessive Vergrößerung der Anlage von ursprünglich 16 Hektar auf 39 Hektar und eine Ausdehnung der Grabstellen von 9.500 auf etwa 40.000. Die landschaftsarchitektonische Gestaltung des Westfriedhofes orientiert sich am Konzept des englischen Landschaftsgartens und entspricht dem Typus des Parkfriedhofes. Das 1878 im neobarocken Stil errichtete Hauptportal markiert den Eingangsbereich der Friedhofsanlage dar. Die Leichenhalle wurde im Jahre 1884 errichtet.
Da Anfang des 20. Jahrhunderts mit dem Südfriedhof ein weiterer großer Friedhof errichtet wurde, erfolgte am 11. Oktober 1904 eine Umbenennung des Centralfriedhofs in Westfriedhof.
Die Israelitische Gemeinde Nürnbergs erwarb im Jahr 1905 ein Grundstück nordwestlich des Westfriedhofs. Der Neue Jüdische Friedhof wurde mit der ersten Beisetzung am 10. Mai 1910 eingeweiht. Der Neue Israelitische Friedhof ist wie der Westfriedhof parkartig angelegt und ergänzt den alten Judenfriedhof an der Bärenschanzstraße.
Das erste Krematorium in Nürnberg wurde nach Plänen von Friedrich Küfner in direkter Nachbarschaft zum Westfriedhof, bei der heutigen Adresse Schnieglinger Straße 147, gebaut. Die erste Einäscherung erfolgte hier am 19. Mai 1913.

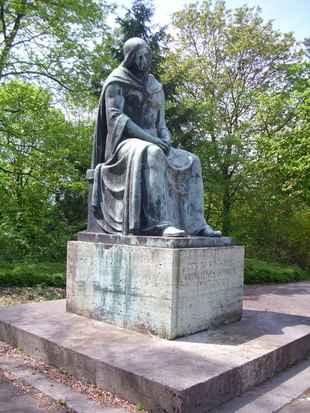
Trauernde Noris

Die Trauernde Noris, ein Bronzedenkmal von Philipp Kittler, wurde 1923 im Friedhof aufgestellt.
Der Westfriedhof gab dem Statistischen Bezirk 70 seinen Namen. Der eigentliche Friedhof bildet als Distrikt 700 den südwestlichen Teil des Bezirks. Der Distrikt 701 Bielefelder Straße  umfasst das Gebiet nordöstlich des Friedhofs.